# Marcão (Fußballspieler, 1994)
Marcos Vinicius Amaral Alves, auch einfach nur Marcão (* 17. Juni 1994 in Tietê) ist ein brasilianischer Fußballspieler.

## Karriere
Marcão erlernte das Fußballspielen in der Jugendmannschaft vom Ituano FC in Itu. Hier unterschrieb er 2013 auch seinen ersten Profivertrag. 2014 gewann er mit Ituano die Staatsmeisterschaft von São Paulo. Von Januar 2015 bis Mai 2015 wurde er an den ebenfalls in Itu beheimateten Guarani de Palhoça ausgeliehen. CA Bragantino lieh ihn von September 2016 bis Dezember 2016 aus. Direkt im Anschluss zog es ihn Anfang 2017 nach Südkorea. Hier spielte er bis Juni 2017 ebenfalls auf Leihbasis beim Gyeongnam FC. Das Fußballfranchise aus Changwon spielte in der zweithöchsten südkoreanischen Liga, der K League 2. Nach Ende der Ausleihe wurde er von Gyeongnam im Juli fest verpflichtet. 2017 wurde er mit dem Franchise Meister der zweiten Liga und stieg in die erste Liga auf. Mit 22 Toren wurde er Torschützenkönig der zweiten Liga. In darauffolgenden Jahr wurde er Vizemeister der K League 1 und mit 26 Treffern Torschützenkönig. 2019 verließ er Südkorea und ging nach China. Hier unterschrieb er einen Vertrag bei Hebei China Fortune. Der Verein aus Qinhuangdao spielte in der ersten Liga, der Chinese Super League. Für Hebei absolvierte er 46 Ligaspiele. Im Juli 2021 wechselte er zum Zweitligisten Wuhan Three Towns FC. Mit dem Verein aus Wuhan wurde er am Ende der Saison Meister und stieg in die erste Liga auf. 2023 wechselte Marcão nach Saudi-Arabien zu al-Ahli. Von dem Klub er nach einem halben Jahr wieder an Wuhan bis Jahresende 2023 ausgeliehen. Zum Jahrenanfang 2024 wechselte er auf Leihbasis in die Türkei zum Fatih Karagümrük SK.

## Erfolge
Ituano FC
- Staatsmeisterschaft von São Paulo: 2014

Gyeongnam FC
- K League 2: 2017  ▲

Wuhan Three Towns FC
- China League One: 2021  ▲
- Chinese Super League: 2022

## Auszeichnungen
- K League 2: Torschützenkönig 2017 (22 Tore/Gyeongnam FC)
- K League 2: Best XI 2017
- K League 1: Torschützenkönig 2018 (26 Tore/Gyeongnam FC)
- K League 1: Best XI 2018
- Chinese Super League: Torschützenkönig 2022 (27 Tore/Wuhan Three Towns FC)